# مارك بيكر
مارك بيكر (بالإنجليزية: Mark Baker)‏ هو ممثل أمريكي، ولد في 2 أكتوبر 1946 في الولايات المتحدة، وتوفي في 13 أغسطس 2018. من الجوائز التي نالها جائزة المسرح العالمي سنة 1974.

## جوائز
- جائزة المسرح العالمي (1974)

## وصلات خارجية
- مارك بيكر على موقع IMDb (الإنجليزية)
- مارك بيكر على موقع قاعدة بيانات برودواي على الإنترنت (الإنجليزية)
- مارك بيكر على موقع ديسكوغز (الإنجليزية)
- مارك بيكر على موقع قاعدة بيانات الفيلم (الإنجليزية)